# Flore Révalles
Flore (ou Flora) Révalles (25 janvier 1889 - 29 août 1966) est une artiste suisse du début du XXe siècle. Révalles commence comme chanteuse en Suisse, danse avec les Ballets russes en Europe et en Amérique et apparaît dans des productions à Broadway et à Hollywood avant de reprendre sa carrière de chanteuse en Europe. Elle est également connue pour avoir été la tante de la star de cinéma française Guy Tréjan (1921-2001).

## Biographie
Emily Flora Treichler est née à Rolle en Suisse, une petite ville le long des rives nord-ouest du lac Léman. À 16 ans, Flore Révalles se rend à Paris pour prendre des cours de chant au conservatoire.
À partir de 1909, elle vit avec Raymond Swoboda, un homme d'affaires américain, accusé en 1915, d'espionnage au profit de l'Allemagne et de l'incendie du paquebot La Touraine,,. A cette époque, ils demeurent à Viroflay au pavillon « Flore » et elle chante au Grand Théâtre de Genève jusqu'à ce que le décorateur et costumier russe Léon Bakst la recrute pour rejoindre fin 1915 les Ballet russes de Diaghilev pour des apparitions à l'Opéra de Paris, où elle danse dans Shéhérazade, et pour la tournée européenne des Ballets russes dans des productions telles que Cléopâtre, Thamar et Shéhérazade,.
En janvier 1916, Diaghilev emmène sa troupe à New York pour un engagement de deux semaines au Century Theatre et une tournée de quatre semaines au Metropolitan Opera. Au Met en avril, Révalles danse avec Vaslav Nijinski dans la première de Till l'Espiègle. Les débuts de Nijinsky, la star des Ballets russes, sont retardés de plusieurs semaines alors que des négociations sont en cours pour le libérer d'un camp de prisonniers de guerre autrichien. Au cours de son séjour en Amérique, Révalles participe à un certain nombre d'événements patriotiques à New York au profit des soldats alliés. Peu de temps après leurs engagements à New York, les Ballets russes entreprennent une vaste tournée en Amérique. Elle interprète entre autres Zobeïde dans Shéhérazade, Cléopâtre et Thamar, l’une des nymphes de L’Après-midi d’un faune.
« Flore Revalles est son nom et elle joue dans la plupart des ballets, parmi lesquels l'histoire de la dame au serpent du Nil, Cléopâtre. Flore Revalles est une personne aux courbes douces et aux longues lignes sinueuses avec une coloration égyptienne sombre et tous les attributs d'un vampire. Dans l'histoire d'où est tiré le ballet, un humble esclave ose aimer Cléopâtre. Au début, toute la cour avec la reine reste atterrée et stupéfaite par la présomption de l'esclave ; mais, influencé par un caprice, lui cède pendant une heure brève et délirante, puis le tue d'un poison étrange et terrible. »
— Galveston Daily News, 26 novembre 1916.
.
Révalles fait la une des journaux aux États-Unis en octobre 1916 après avoir révélé qu'elle a adopté un cobra pour perfectionner son rôle de Cléopâtre, déclarant que « le cobra est le plus gracieux de tous les serpents ». Le 15 janvier 1917, elle danse le rôle de Cléopâtre avec Nijinsky à Vancouver.
En 1917, elle décide de s'installer à New york et prend pour agent Edward Bernays. Au cours de son séjour aux Etats-Unis, Révalles apparait dans deux productions à Broadway, Miss 1917, une comédie  musicale qui a du succès au Century Theatre avant que le théâtre ne tombe en faillite, et l'extravagance musicale à succès des frères Shubert en 1919 Monte Cristo Jr. (en), jouant les rôles d'Yvonne, Haydee et Diamonda, pendant un an au Winter Garden Theatre,.
Elle joue également dans au moins deux films muets américains, le rôle de Messaline dans Woman, un film de 1918 qui tente de raconter l'histoire de la femme, depuis Ève jusqu'à nos jours, une histoire que certains trouve risquée - et Daisy Rittenshaw dans le film de 1920, Earthbound, dans lequel son mari assassine son meilleur ami après avoir découvert leur liaison. Plus tard, son amant revient sous la forme d'un fantôme incapable d'avancer jusqu'à ce qu'il aide ceux à qui il a fait du tort,,.
De retour à Paris en 1920, elle apparaît dans Pulcinella, le ballet de Léonide Massine et Les Sylphides chorégraphié par Michel Fokine. Révalles décide de rester en Europe pour reprendre sa carrière de chanteuse.
Elle déménage en Italie, où elle recommence à chanter. Dans ses mémoires, Guy Tréjan indique qu’elle chante dans des galas en l’honneur de Mussolini et qu’elle soutient le fascisme italien. Flore Révalles continue à se produire dans le monde entier, y compris au Caire. Elle choisit finalement de prendre sa retraite en 1936 à Genève. Après la guerre, elle épouse un industriel genevois, qui décède en 1958 et Flore Révalles se trouve dans une situation financière difficile. Elle se met à peindre, cherche un sens à la vie chez les mormons et les rosicruciens. Elle décède en 1966 à l'âge de 77 ans.

## Galerie

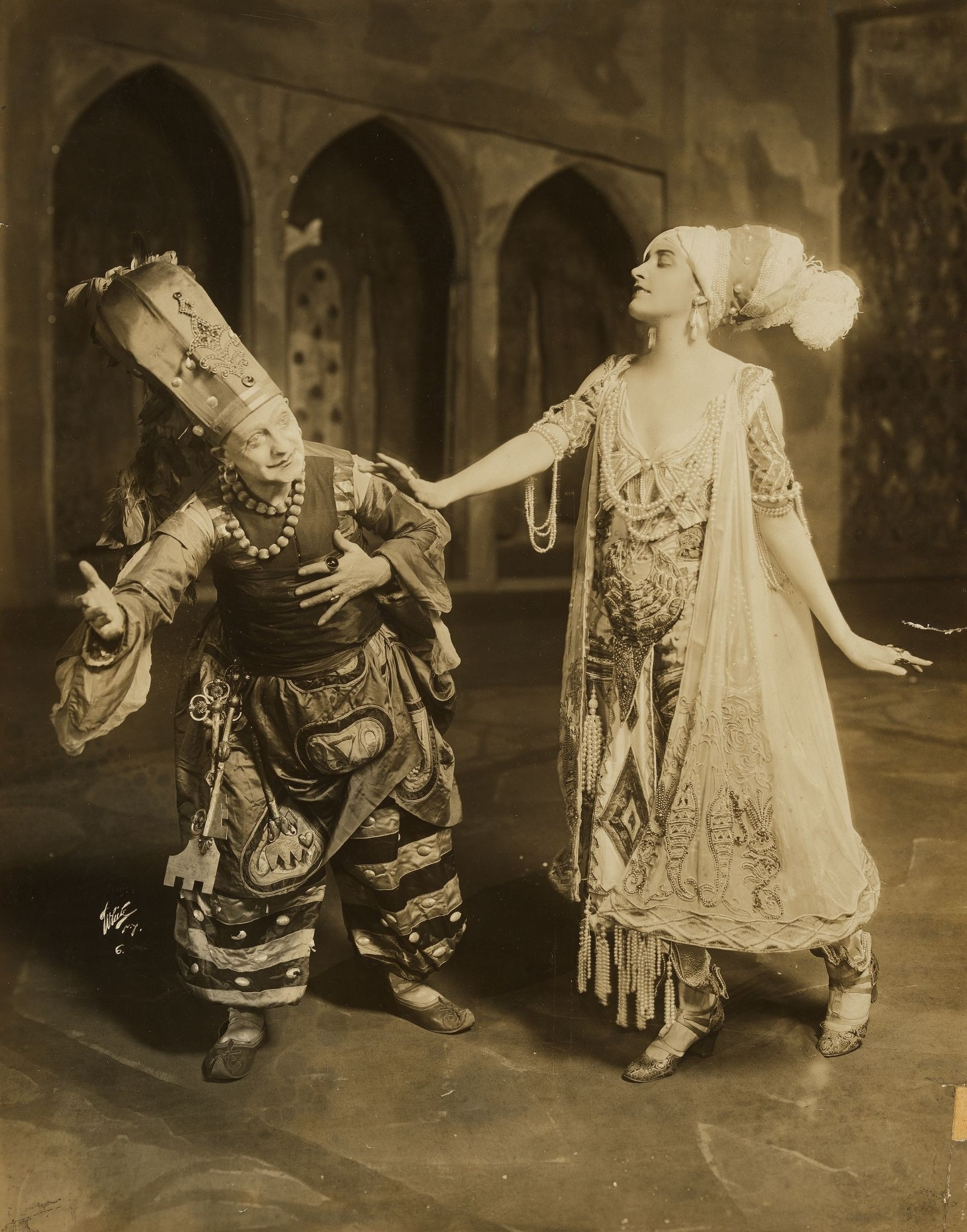
Schéhérazade, 1916 : Enrico Cecchetti et Flore Révalles, en eunuque et en Zobeïde.
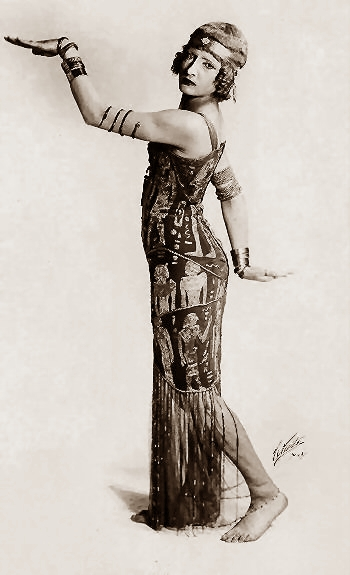
Révalles vers 1916.
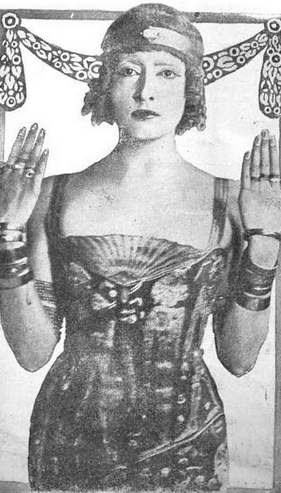
Flora Révalles, Cléopâtre, 1916.